# Grzegorz Janik

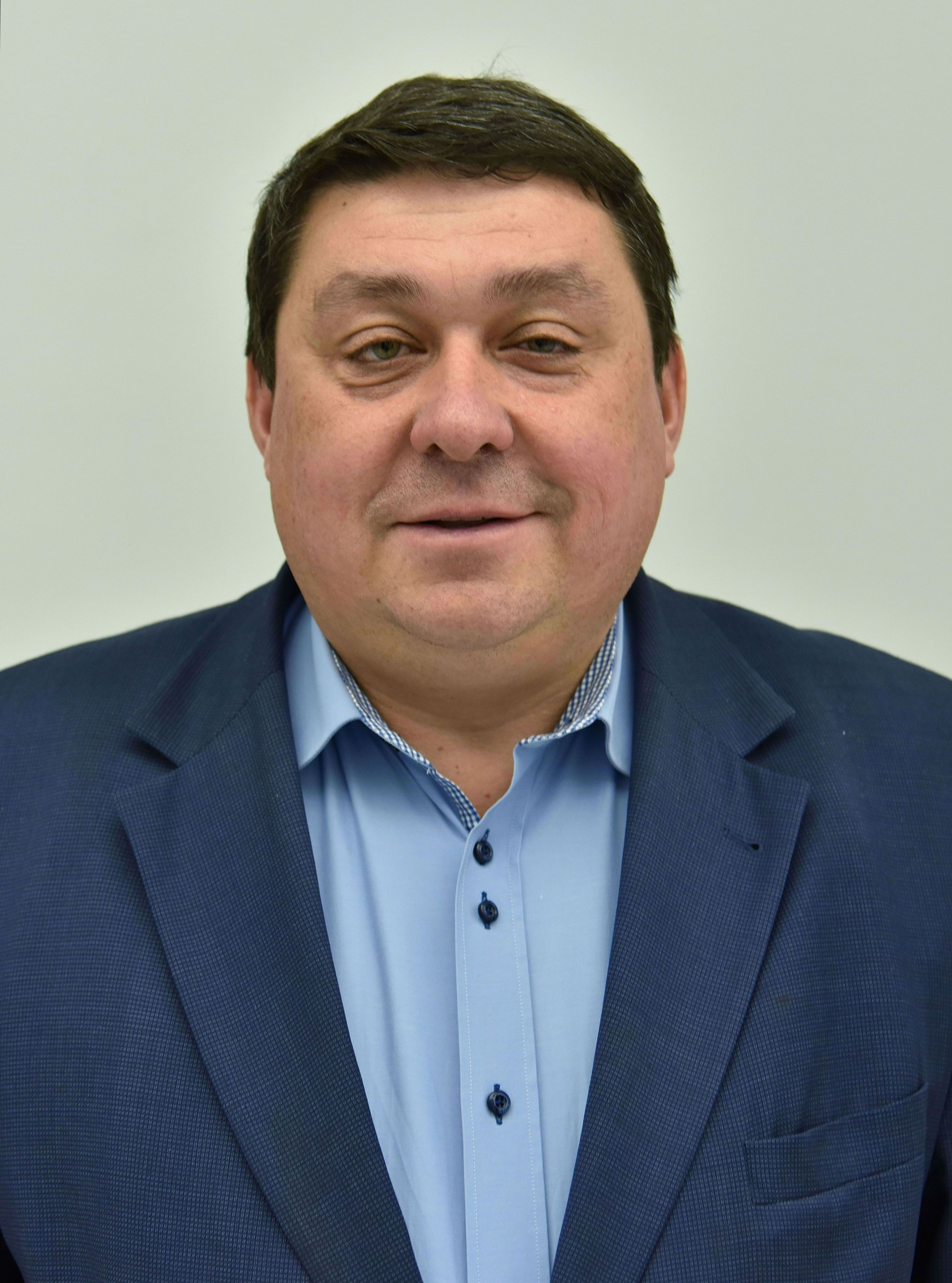
Grzegorz Janik (2016)

Grzegorz Piotr Janik (* 27. Juni 1965 in Rybnik) ist ein polnischer Politiker (PiS) und gehörte von 2005 bis 2011 und von 2013 bis 2019 dem Sejm in dessen V., VI., VII. und VIII. Wahlperiode an.

## Leben und Beruf
Nach seinem Studium an der Akademia Wychowania Fizycznego im. Jerzego Kukuczki w Katowicach arbeitete Janik als Sportlehrer und Direktor an einem Schulzentrum in seiner Geburtsstadt Rybnik. Er war von 2002 bis Juli 2015 Vorsitzender des Sportclubs KS ROW 1964 Rybnik. Seinen Rückzug begründete er mit nicht auskömmlichen Mittelzuweisungen für den Verein durch die Stadt Rybnik.
Nachdem Janik aus dem Sejm ausgeschieden war, wurde er Direktor für technische Oberflächendienste bei einem Tochterunternehmen des Bergbaukonzerns Jastrzębska Spółka Węglowa.

## Politik
Bei den Selbstverwaltungswahlen 2002 wurde Janik auf der Gemeinschaftsliste von Platforma Obywatelska (PO) und Prawo i Sprawiedliwość (PiS) in den Woiwodschaftssejmik der Woiwodschaft Schlesien gewählt. Er gehörte dem Regionalparlament bis 2005 an. Bei den Parlamentswahlen 2005 und 2007 wurde er für den Wahlkreis Rybnik über die Liste der PiS in den Sejm gewählt. Er war Mitglied der Sejm-Kommissionen für Sport sowie für EU-Angelegenheiten. Darüber hinaus war er stellvertretender Vorsitzender der ständigen Sonderkommission für die Vorbereitung Polens auf die Fußball-Europameisterschaft 2012. 2011 wurde er zunächst nicht wiedergewählt. Er konnte jedoch im Mai 2013 für Bolesław Piecha, der bei einer Nachwahl in den Senat der Republik Polen gewählt worden war, in den Sejm zurückkehren. Bei der Parlamentswahl 2015 wurde er erneut in den Sejm gewählt. Da er 2019 nicht erneut kandidierte, schied er aus dem Parlament aus. Von 2016 bis 2020 gehörte er der Parlamentarischen Versammlung des Europarates an.
Im Rahmen eines Verfahrens, das den Erhalt finanzieller Vorteile im Zusammenhang mit Sejm-Mandat in den Jahren 2016 bis 2018 betraf, wurde er im Januar 2022 von Beamten des Centralne Biuro Antykorupcyjne festgenommen. Im Mai 2024 wurde er vom Bezirksgericht Rybnik in fünf von sechs Anklagepunkten schuldig gesprochen und zu zweieinhalb Jahren Gefängnis und einer Geldstrafe von 40.000 Złoty verurteilt.